# Rudolf Carnap
Rudolf Carnap, född 18 maj 1891 i Ronsdorf, död 14 september 1970 i Santa Monica, var en tysk filosof och logiker. Carnap var en förgrundsgestalt inom den logiska positivismen och särskilt Wienkretsen. Han lämnade Tyskland och emigrerade till USA 1935 på grund av nazismen.
Inspirerad av Bertrand Russells logiska konstruktioner författade Carnap 1928 Der logische Aufbau der Welt (Världens logiska uppbyggnad). Carnap argumenterar, under inflytande av den så kallade gestaltpsykologin, för att det omedelbart givna är en helhet av varseblivningar, vad han kallar elementarupplevelser. Ser jag till exempel en tavla så ser jag inte bara tavlan utan känner också min tyngd, hör ljud omkring mig och känner temperaturen. Denna helhet är en elementarupplevelse. De olika delarna i upplevelsen går inte att komma fram till genom att plocka sönder helheten; istället jämför man elementarupplevelser, kvasianalys.
I kvasianalysen kommer man till likhetserinringar när man upptäcker vilket förhållande som finns mellan två elementarupplevelser. Man kommer att sortera elementarupplevelser i likhetskretsar. Alla begrepp kommer nu, menar Carnap, att kunna definieras med hjälp av likhetserinring.

## Citat
Den så kallade toleransprincipen i Logische Syntax der Sprache:
I logiken finns ingen moral. Envar må bygga sin logik, det vill säga sin form av språk, efter förgottfinnande. Men han måste om han vill diskutera med oss, tydligt ange, hur han vill göra det.